# Monte Benacantil
Monte Benacantil är ett berg i Spanien.   Det ligger i provinsen Provincia de Alicante och regionen Valencia, i den sydöstra delen av landet, 400 km sydost om huvudstaden Madrid. Toppen på Monte Benacantil är 167 meter över havet, eller 113 meter över den omgivande terrängen. Bredden vid basen är 1,1 km.
Terrängen runt Monte Benacantil är huvudsakligen platt, men västerut är den kuperad. Havet är nära Monte Benacantil åt sydost. Närmaste större samhälle är Alicante, 0,49 km söder om Monte Benacantil. 